# A Costa dos Murmúrios (filme)
A Costa dos Murmúrios é um filme português realizado por Margarida Cardoso, estreado a 25 de Novembro de 2004. O filme é uma adaptação cinematográfica do livro homónimo de Lídia Jorge, .
Este filme foi nomeado aos Globos de Ouro portugueses no ano de 2005 nas categorias de Melhor Filme (Margarida Cardoso), Melhor Actor (Filipe Duarte), Melhor Actriz (Mónica Calle) e Melhor Actriz (Beatriz Batarda), tendo esta última vencido o Globo de Ouro.

## Enredo
No final dos anos 60, o ideal decadente do Império Português sufocava em guerras coloniais. Evita, na altura uma jovem de 20 anos, deixa a metrópole para ir casar com Luís, o seu noivo mobilizado em Moçambique. Mas Luís já não é o mesmo, transformado pelo absurdo da guerra. Lançada num mundo de violência e hipocrisia, Evita vai testemunhar o fim de uma época.

## Elenco
- Beatriz Batarda... Evita
- Filipe Duarte... Luís
- Mónica Calle... Helena
- Adriano Luz... Forza Leal
- Luís Sarmento... Álvaro (jornalista)